# 리근학
리근학(1940년 7월 7일 ~ )은 조선민주주의인민공화국의 전직 축구 선수이다. 현역 시절 포지션은 골키퍼였다.